# QRP
QRP 운영(-運用)은 아마추어 무선에서 저출력으로 송신하는 것을 말한다.

## 용어의 정의

### Q 부호
QRP는 Q 부호 중의 하나인데, 무전기 상에서 "QRP?" 라고 물으면 "송신출력을 좀 줄여 주시겠어요?"라는 의미이다.
QRP의 반대 용어는 QRO이다. 높은 출력의 운영을 의미한다.

### 출력
QRP 운영이 정확히 몇 와트의 출력을 의미하는지는 아직 합의된 적이 없다. 그러나, 대부분의 경우 CW, AM, FM, 데이터 통신 모드에서 송신 출력은 5와트를 의미하는 것으로 알려져 있다. 그러나 SSB 모드에서는 최대 출력이 얼마인지는 정해지지 않았다.
일부는 10와트 PEP를 넘지 않는 것으로 이해하고 있다. 그러나 다른 이들은 5와트를 넘어서는 안 된다고 강력하게 주장한다.
QRPer는 5 와트를 넘지 않는 송신 출력으로 무전기를 운영하는 이들을 의미하는 용어로 쓰인다. QRPer들만을 위한 어워드, 콘테스트, 클럽, 컨벤션이 존재한다.

### QRPp
때때로 어떤 QRPer들은 100 밀리와트 정도의 송신출력으로 무선국을 운영한다.
극히 낮은 출력인 1와트 이하의 송신출력 운영을 애호가들은 QRPp라고 부른다.
이들은 자신들을 가리켜 QRPper라 부르기도 하며 자신의 콜사인에 식별 부호를 삽입하여 QRP 통신 운영규정(FCC Part 97 rule)을 따르는 것이라 한다.

## 장비
무전기 제조사에서 시판하는 무전기들도 QRP 운영이 가능하지만, 일부 QRPer들은 자신만의 무전기를 설계하고 제작하는 것을 선호한다. 다시 말해, 시판되는 높은 출력의 무전기들도 모두 QRP를 운용할 수도 있다.
송신출력을 5와트로 줄이는 것으로 대치 할 수도 있다. 대부분의 아마추어 무선국은 50와트에서 120와트의 송신출력을 이용하지만 이때에는 단순히 출력을 이야기 할 뿐이며(QRP/송신출력을 줄여 달라는 의미) 새로운 의미의 QRP와는 다르다고 한다.
그러나 이것은 필수사항은 아니며 QRP 무전기의 운용을 선호한다.
제일 대표적인 무전기로는 출력이 5W인 야에스 FT-817를 사용한다. 5W출력 특성상 QRP에 적합하고 성능이 매우 뛰어나서 해외 또는 국내에서 거래가 활발하게 이루어지는 장비이다.
QRP용 무전기는 1960년대 후반부터 시장에 상품이 나오기 시작하였으며 자작과 밀리터리 제품을 이용하는 그룹들이 생겨났으며 대표적으로 harris RF-131 의 출력은 100mmW 이다
1969년에, 미국 제조사인 Ten-Tec 에서, Powermite-1 (PM-1)을 시판하기 시작했다. 이 무전기는 Ten-Tec의 첫 트랜시이버 중의 하나이다. (MR-1도 출시되었는데, 같은 모델의 무전기이다. 단지 조립되지 않은 키트 형식의 제품이다.)
QRP는 최근에 더 인기를 얻었다. 무전기 회사들은 QRP 애호가들을 위한 모델들을 출시했다. 인기 있는 모델은 Elecraft K2,  Yaesu FT-817, Icom IC-703,  TenTec의 Argonaut V가 있다.
HFPack 보관됨 2007-02-20 - 웨이백 머신 애호가들은 QRP 무전기와 휩 안테나를 배낭에 넣고 다니면서 이동 중에 무선교신을 한다.

## 운용 모드
QRP는 특히 모스 부호(CW) 운영에서 인기가 있다. 요즘엔 디지털 모드인 PSK31 모드도 잘 알려져 있다. 하지만 요즘은 Franke-Taylor 디자인, 8-FSK 변조를 하는 디지털 모드인 FT-8가 인기가 있다. 필자는 QRPp출력인 0.5w로 일본과 FT8로 교신한 적이 있다.